# Záhradné
Záhradné (em húngaro: Szedikert) é um município da Eslováquia, situado no distrito de Prešov, na região de Prešov. Tem 8,77 km² de área e sua população em 2018 foi estimada em 1.052 habitantes.

## Demografia
| Ano:        | 1994 | 2004 | 2014   | 2024    |
| ----------- | ---- | ---- | ------ | ------- |
| Broj ljudi: | 915  | 915  | 983    | 1157    |
| Razlika:    |      | +0%  | +7,43% | +17,70% |

| Ano:               | 2023 | 2024   |
| ------------------ | ---- | ------ |
| Número de pessoas: | 1155 | 1157   |
| Diferença:         |      | +0,17% |